# Victoria Hanley
Victoria Hanley (* 20. Jahrhundert in Südkalifornien) ist eine US-amerikanische Schriftstellerin. Sie verfasst hauptsächlich Jugendromane.

## Leben
Victoria Hanley ist die Tochter eines Raketenwissenschaftlers und einer Krankenschwester. Nach dem Verlassen des Elternhauses jobbte sie an verschiedenen Orten in einer Vielzahl von Berufen. Sie machte schließlich eine formale Ausbildung und erhielt Zertifikate in Montessori-Pädagogik und Massage-Therapie. Sie lehrte anschließend Anatomie und Massage-Techniken in privaten Berufsschulen. 2003 erschien ihr erster Roman The Seer and the Sword, die Geschichte der Reifung der verwöhnten neunjährigen Prinzessin Torina in eine mutige junge Frau. Neben den Romanen verfasst sie Ratgeber für junge Autoren (Seize the Story: A Handbook for Teens Who Like to Write, Wild Ink: Success Secrets to Writing and Publishing) und lehrt Schreiben im Lighthouse Writers Workshop in Denver und im  Northern Colorado Writers in Fort Collins. Sie erhielt mehrere Auszeichnungen, darunter auch die Kalbacher Klapperschlange. Ihre Bücher erscheinen in zehn Sprachen und 30 Ländern. Sie ist Mitglied in der Society of Children’s Book Writers and Illustrators, der Colorado Association of Libraries und der Colorado Author’s League und lebt in Loveland in Colorado.

## Werke (Auswahl)
In deutscher Sprache erschienen bisher unter anderem:
- Der magische Elfenbund / Zarias Sehnsucht, 2011
- Der magische Elfenbund / Zarias Geheimnis, 2010,
- Das Licht des Orakels, Weinheim, Bergstr : Beltz, J, 2009,
- Die Vögel der Finsternis, Weinheim : Beltz und Gelberg, 2005
- Das Auge der Seherin, Weinheim : Beltz und Gelberg, 2004